# دوري بوتان الوطني لكرة القدم
دوري بوتان الوطني لكرة القدم يعد أهم بطولة لكرة القدم في بوتان ويتم تنظيمها من قبل اتحاد بوتان لكرة القدم وبرعاية بنك بوتان.
حلت محل القسم-A في عام 2012 بهدف خلق منافسة وطنية حقيقية ، يحق للفائز الحصول على مكان في كأس الاتحاد الآسيوي.

## الأرشيف
| الموسم | الفائر            | صاحب المركز الثاني |
| ------ | ----------------- | ------------------ |
| 2017   | ترانسبورت يونايتد | تيمفو سيتي         |
| 2016   | تيمفو سيتي        | دراك يونايتد       |
| 2015   | تيرتونس           | تيمفو سيتي         |
| 2014   | دراك يونايتد      | أكاديمية يوجين     |
| 2013   | أكاديمية يوجين    | ييدزين             |

...

## وصلات خارجية
- جدول ترتيب دوري بوتان جدول الترتيب